# Edizioni di Buona domenica
In questa voce sono elencate e descritte le edizioni del programma Buona domenica, in onda sul Canale 5 dal 1985 al 2008.

## Prima edizione (1985)
Conduttori: Maurizio Costanzo e Corrado
Presenze fisse: Roberto Gervaso
Periodo: 13 gennaio 1985 - 30 giugno 1985
Numero di puntate: 23 (Precedute da due puntate speciali in onda il 25 dicembre 1984 "Buon Natale" e il 1 gennaio 1985 "Buon Capodanno")

## Seconda edizione (1985-1986)
Conduttori: Maurizio Costanzo e Celeste Johnson
Presenze fisse: Franco e Ciccio, Gigi Sabani
Periodo: 29 settembre 1985 - 25 maggio 1986
Numero di puntate: 35

## Terza edizione (1986-1987)
Conduttori: Maurizio Costanzo e Licia Colò
Presenze fisse: I Capra e Cavoli, Matteo Spinola, Hengel Gualdi, Franco e Ciccio, Celeste Johnson
Periodo: 28 settembre 1986 - 31 maggio 1987
Numero di puntate: 36
| Puntata | Messa in onda     | Ospiti                                                                    |
| ------- | ----------------- | ------------------------------------------------------------------------- |
| 1       | 28 settembre 1986 |                                                                           |
| 2       | 5 ottobre 1986    |                                                                           |
| 3       | 12 ottobre 1986   | Ben Gazzara                                                               |
| 4       | 19 ottobre 1986   |                                                                           |
| 5       | 26 ottobre 1986   | Gigliola Cinquetti, Rossana Casale                                        |
| 6       | 2 novembre 1986   |                                                                           |
| 7       | 9 novembre 1986   |                                                                           |
| 8       | 16 novembre 1986  | Jerry Calà                                                                |
| 9       | 23 novembre 1986  | Lino Banfi                                                                |
| 10      | 30 novembre 1986  |                                                                           |
| 11      | 7 dicembre 1986   |                                                                           |
| 12      | 14 dicembre 1986  |                                                                           |
| 13      | 21 dicembre 1986  |                                                                           |
| 14      | 28 dicembre 1986  |                                                                           |
| 15      | 4 gennaio 1987    |                                                                           |
| 16      | 11 gennaio 1987   |                                                                           |
| 17      | 18 gennaio 1987   |                                                                           |
| 18      | 25 gennaio 1987   | Raoul Casadei, Celeste                                                    |
| 19      | 1 febbraio 1987   | Athina Cenci, Monica Scattini, Alessandra Panelli, Raoul Casadei, Celeste |
| 20      | 8 febbraio 1987   | Dabney Coleman, Geena Davis                                               |
| 21      | 15 febbraio 1987  |                                                                           |
| 22      | 22 febbraio 1987  | Raul Casadei                                                              |
| 23      | 1 marzo 1987      |                                                                           |
| 24      | 8 marzo 1987      | Monica Guerritore, Gabriele Lacia, Celeste                                |
| 25      | 15 marzo 1987     | Anna Mazzamauro                                                           |
| 26      | 22 marzo 1987     |                                                                           |
| 27      | 29 marzo 1987     |                                                                           |
| 28      | 5 aprile 1987     | Arturo Brachetti                                                          |
| 29      | 12 aprile 1987    |                                                                           |
| 30      | 19 aprile 1987    | Ottavia Piccolo, Corrado Pani                                             |
| 31      | 26 aprile 1987    | Sergio Colabucci, Grazia Scuccimarra                                      |
| 32      | 3 maggio 1987     | Michael York, Francesco Damato                                            |
| 33      | 10 maggio 1987    | Edoardo De Crescenzo, Grazia Scuccimarra                                  |
| 34      | 17 maggio 1987    | Alberto Sordi, Minnie Minoprio                                            |
| 35      | 24 maggio 1987    |                                                                           |
| 36      | 31 maggio 1987    | Duran Duran, Cristiano Malgioglio                                         |

## Quarta edizione (1991-1992)
Conduttori: Marco Columbro e Lorella Cuccarini
Presenze fisse: Trettré, Sbirulino, Matilde Zarcone e il primo ballerino Silvio Oddi
Periodo: 10 novembre 1991 - 21 giugno 1992
Numero di puntate: 32
| Puntata | Messa in onda    | Ospiti |
| ------- | ---------------- | --- |
| 1       | 10 novembre 1991 | |
| 2       | 17 novembre 1991 | |
| 3       | 24 novembre 1991 | Carol Alt, Sergio Castellitto                                                                                         |
| 4       | 1 dicembre 1991  | |
| 5       | 8 dicembre 1991  | |
| 6       | 15 dicembre 1991 | Serena Grandi, Lino Banfi                                                                                             |
| 7       | 22 dicembre 1991 | |
| 8       | 29 dicembre 1991 | |
| 9       | 5 gennaio 1992   | Debora Caprioglio, Massimo Boldi                                                                                      |
| 10      | 12 gennaio 1992  | Lory Del Santo |
| 11      | 19 gennaio 1992  | |
| 12      | 26 gennaio 1992  | |
| 13      | 2 febbraio 1992  | Mara Venier, Demetra Hampton                                                                                          |
| 14      | 9 febbraio 1992  | Paolo Villaggio, Carmen Russo, Luca Sandri, Alessandra Casella                                                        |
| 15      | 16 febbraio 1992 | |
| 16      | 23 febbraio 1992 | Dalila Di Lazzaro, Moana Pozzi, Massimo Boldi, Andrea Occhipinti, Enzo Jannacci, Paolo Vallesi                        |
| 17      | 1 marzo 1992     | Ombretta Colli, Pamela Prati, Leo Gullotta, Paolo Bonolis                                                             |
| 18      | 8 marzo 1992     | |
| 19      | 15 marzo 1992    | |
| 20      | 22 marzo 1992    | |
| 21      | 29 marzo 1992    | |
| 22      | 5 aprile 1992    | Lino Banfi, Marina Perzy, Massimo Ranieri, Paolo Vallesi                                                              |
| 23      | 12 aprile 1992   | Lucio Dalla |
| 24      | 19 aprile 1992   | Jerry Calà, Enrico Beruschi, Cristina D'Avena, Margherita Fumero, Fausto Leali, Peppino Di Capri, Pietra Montecorvino |
| 25      | 26 aprile 1992   | Luca Barbarossa, Andrea Giordana, Ivana Monti                                                                         |
| 26      | 3 gennaio 1992   | Monica Guerritore, Angela Cavagna, Lucio Dalla                                                                        |
| 27      | 10 maggio 1992   | Ambra Orfei, Lello Arena, Maurizio Micheli, Fabrizia Carminati                                                        |
| 28      | 17 maggio 1992   | Stevie Wonder, Simona Tagli, Lando Buzzanca, Sergio Vastano                                                           |
| 29      | 24 maggio 1992   | |
| 30      | 31 maggio 1992   | Andrea Carnevale, Paola Perego, Pippo Franco, Brigitte Nielsen                                                        |
| 31      | 7 giugno 1992    | Julio Iglesias, Clarissa Burt, Tullio Solenghi                                                                        |
| 32      | 14 giugno 1992   | Carmen Russo, Paolo Villaggio, Roberto Vecchioni                                                                      |
| 33      | 21 giugno 1992   | Edwige Fenech, Gigi Proietti                                                                                          |

## Quinta edizione (1992-1993)
Conduttori: Marco Columbro e Lorella Cuccarini
Presenze fisse: Trettré, Sbirulino, Tony Binarelli, Roberto Trapani, Matilde Zarcone e il primo ballerino Silvio Oddi
Periodo: 25 ottobre 1992 - 16 maggio 1993
Numero di puntate: 30
| Puntata | Messa in onda    | Ospiti |
| ------- | ---------------- | --- |
| 1       | 25 ottobre 1992  | |
| 2       | 1 novembre 1992  | Pooh, Stefania Sandrelli, Paola Quattrini, Ferruccio Amendola, Franco Oppini                                                                              |
| 3       | 8 novembre 1992  | Ron, Barbara De Rossi, Barbara D'Urso |
| 4       | 15 novembre 1992 | Pooh, Marina Suma, Nancy Brilli, Claudio Amendola, Pierre Cosso                                                                                           |
| 5       | 22 novembre 1992 | Gianni Morandi |
| 6       | 29 novembre 1992 | |
| 7       | 6 dicembre 1992  | |
| 8       | 13 dicembre 1992 | |
| 9       | 20 dicembre 1992 | Athina Cenci, Oriella Dorella, Francesco Salvi, Fiorello, Ron                                                                                             |
| 10      | 27 dicembre 1992 | Al Bano, Romina Power, Walter Zenga, Roberta Termali, Gianni Togni                                                                                        |
| 11      | 3 gennaio 1993   | Teo Teocoli, Giorgio Mastrota, Amanda Lear, Emanuela Folliero, Mietta                                                                                     |
| 12      | 10 gennaio 1993  | Giuliano Gemma, Gene Gnocchi, Iva Zanicchi, Gabriella Golia, Jovanotti                                                                                    |
| 13      | 17 gennaio 1993  | |
| 14      | 24 gennaio 2993  | Sergio Vastano, Signora Coriandoli |
| 15      | 31 gennaio 1993  | Todd McKee |
| 16      | 7 febbraio 1993  | Fred Bongusto, Gerry Scotti |
| 17      | 14 febbraio 1993 | Rita Pavone, Elisabetta Gardini, Teddy Reno, Davide Mengacci                                                                                              |
| 18      | 21 febbraio 1993 | Rita Dalla Chiesa, Fiordaliso, Duran Duran |
| 19      | 28 febbraio 1993 | Pamela Prati, Patrizia Pellegrino, Claudio Lippi, Raffaele Pagaini                                                                                        |
| 20      | 7 marzo 1993     | |
| 21      | 14 marzo 1993    | Marcella Bella, Licia Colò, Carlo Pistarino, Remo Girone                                                                                                  |
| 22      | 21 marzo 1993    | Marco Masini, Gianfranco D'Angelo |
| 23      | 28 marzo 1993    | Gene Gnocchi, Umberto Smaila, Susanna Messaggio, Sandra Mondaini, Rossana Casale, Grazia Di Michele                                                       |
| 24      | 4 aprile 1993    | Mino Damato, Andrea Mingardi, Carmen Russo, Linda Lorenzi, Anna Oxa                                                                                       |
| 25      | 11 aprile 1993   | Elena Sofia Ricci, Paola Gassman, Ugo Pagliai, Nino Frassica, Loredana Bertè, Mia Martini                                                                 |
| 26      | 18 aprile 1993   | Amedeo Minghi, Gerardina Trovato, Dalila Di Lazzaro, Angela Cavagna                                                                                       |
| 27      | 25 aprile 1993   | Clarissa Burt, Rosita Celentano, Alberto Castagna, Marco Balestri, Paola Turci, Matia Bazar                                                               |
| 28      | 2 maggio 1993    | Gloria Guida, Daniela Poggi, Giorgio Albertazzi, Franco Baresi, Milva, Tullio De Piscopo                                                                  |
| 29      | 9 maggio 1993    | Patrizia Caselli, Ivana Monti, Luca Barbarossa, Suzanne Vega                                                                                              |
| 30      | 16 maggio 1993   | Leo Gullotta, Gianni Fantoni, Gino Rivieccio, Luca Sandri, Francesca Reggiani, Daniela Poggi, Fabrizia Carminati, Chiara Sani, Ivano Fossati, Bruno Lauzi |

## Sesta edizione (1993-1994)
Conduttori: Gerry Scotti e Gabriella Carlucci
Presenze fisse: Iva Zanicchi, Cristina D'Avena, i Trettré, Tony Binarelli, Umberto Smaila, Harold Davies, Matilde Zarcone ed i primi ballerini Fabrizio Mainini e Mia Molinari
Periodo: 24 ottobre 1993 - 12 maggio 1994
Numero di puntate: 30
| Puntata | Messa in onda    | Ospiti                                                                                   |
| ------- | ---------------- | ---------------------------------------------------------------------------------------- |
| 1       | 24 ottobre 1993  |                                                                                          |
| 2       | 31 ottobre 1993  |                                                                                          |
| 3       | 7 novembre 1993  |                                                                                          |
| 4       | 14 novembre 1993 |                                                                                          |
| 5       | 21 novembre 1993 |                                                                                          |
| 6       | 28 novembre 1993 |                                                                                          |
| 7       | 5 dicembre 1993  | Elton John                                                                               |
| 8       | 12 dicembre 1993 | Gigi e Andrea, Jennie Garth                                                              |
| 9       | 19 dicembre 1993 |                                                                                          |
| 10      | 26 dicembre 1993 |                                                                                          |
| 11      | 2 gennaio 1994   |                                                                                          |
| 12      | 9 gennaio 1994   |                                                                                          |
| 13      | 16 gennaio 1994  |                                                                                          |
| 14      | 23 gennaio 1994  | Mel Brooks                                                                               |
| 15      | 30 gennaio 1994  |                                                                                          |
| 16      | 6 febbraio 1994  | Amii Stewart, Angela Cavagna, Marta Flavi, Adriano Panatta                               |
| 17      | 13 febbraio 1994 | Philippe Leroy, Franco Nero, Gatto Panceri                                               |
| 18      | 20 febbraio 1994 | Lisa Stansfield, Alba Parietti, Alberto Castagna, Signora Coriandoli                     |
| 19      | 27 febbraio 1994 | James Brown, Riccardo Cocciante, Nicoletta Orsomando, Lorenzo Flaherty, Alberto Castagna |
| 20      | 6 marzo 1994     | Gerardina Trovato, Lello Arena                                                           |
| 21      | 13 marzo 1994    | Laura Pausini, Andrea Bocelli                                                            |
| 22      | 20 marzo 1994    | Aleandro Baldi, Ivana Spagna                                                             |
| 23      | 27 marzo 1994    | Maurizio Micheli                                                                         |
| 24      | 3 aprile 1994    |                                                                                          |
| 25      | 10 aprile 1994   |                                                                                          |
| 26      | 17 aprile 1994   |                                                                                          |
| 27      | 24 aprile 1994   |                                                                                          |
| 28      | 1 maggio 1994    | Gemelle Kessler, Don Lurio, Pamela Prati                                                 |
| 29      | 5 maggio 1994    |                                                                                          |
| 30      | 12 maggio 1994   |                                                                                          |

## Settima edizione (1994-1995)
Conduttori: Gerry Scotti e Gabriella Carlucci
Presenze fisse: Iva Zanicchi, Carlo Pistarino, Matilde Zarcone e Umberto Smaila, Harold Davies, Aurelio Paviato, Silvan, Solange, Aldo Biscardi ed i primi ballerini Fabrizio Mainini, Mia Molinari, Lorenza Mario e Matilde Brandi
Periodo: 16 ottobre 1994 - 28 maggio 1995
Numero di puntate: 33
| Puntata | Messa in onda                                   | Replica                | Ospiti |
| ------- | ----------------------------------------------- | ---------------------- | --- |
| 1       | 16 ottobre 1994                                 | 22 maggio 2016         | David Copperfield, Sylvester Stallone, Sting, Marisa Laurito, Valeria Marini, Paola Barale, Andrea Giordana, Sergio Vastano, Davide Mengacci                          |
| 2       | 23 ottobre 1994                                 | 29 maggio 2016         | Iva Zanicchi, Claudia Koll, Natalia Estrada, Lello Arena, Giorgio Mastrota, Ettore Andenna, Irene Grandi, Andrea Bocelli                                              |
| 3       | 30 ottobre 1994                                 | 5 giugno 2016          | Corinne Cléry, Laura Freddi, Miriana Trevisan, Enzo Iacchetti, Tony Binarelli, Franco Oppini, Luca Jurman, Fiorella Mannoia                                           |
| 4       | 6 novembre 1994                                 | 12 giugno 2016         | Enrica Bonaccorti, Licia Colò, Wendy Windham, Christian De Sica, Martufello                                                                                           |
| 5       | 13 novembre 1994                                | 19 giugno 2016         | Clarissa Burt, Angela Cavagna, Antonella Elia, Tiberio Timperi, Marco Predolin, Trettré, Umberto Tozzi                                                                |
| 6       | 20 novembre 1994                                | 26 giugno 2016         | Daniela Rosati, Dalila Di Lazzaro, Alessia Marcuzzi, Zuzzurro e Gaspare, Marco Balestri, Take That                                                                    |
| 7       | 27 novembre 1994                                | 3 luglio 2016          | Federica Panicucci, Ivana Spagna, Sabrina Jencinella, Jasmine Lipovsek, Laura Valci, Tony Binarelli, Giuliano Gemma, Gianni Fantoni, Lorenzo Flaherty, Enrico Ruggeri |
| 8       | 4 dicembre 1994                                 | 10 luglio 2016         | Simona Tagli, Sabina Stilo, Marta Flavi, Marco Columbro, Lello Arena, Gino Rivieccio                                                                                  |
| 9       | 11 dicembre 1994                                | 17 luglio 2016         | Federica Moro, Luana Colussi, Claudio Brachino, Davide Mengacci, Gigi e Andrea, Ambra Angiolini, Sal da Vinci                                                         |
| 10      | 18 dicembre 1994                                | 24 luglio 2016         | Sandra Mondaini, Simona Ventura, Lory del Santo, Remo Girone, Giorgio Bracardi, Enzo Braschi, Mia Martini                                                             |
| 11      | 25 dicembre 1994                                | 26 dicembre 2018       | Enrico Beruschi, Massimo Boldi, Marco Milano, Tony Binarelli, Serena Grandi, Nadia Rinaldi, Yvonne Sciò, Gam Gam                                                      |
| 12      | 1º gennaio 1995                                 | 31 luglio 2016         | Marisa Laurito, Anna Falchi, Paola Saluzzi, Andrea Lucchetta, Alessandro Gassman, Gianmarco Tognazzi, Sansos Power, Paolo Buccinelli                                  |
| 13      | 8 gennaio 1995                                  | 7 agosto 2016          | Carmen Russo, Massimo Boldi, Amii Stewart, Lorenzo Flaherty, Rosanna Cancellieri, Gaia De Laurentiis                                                                  |
| 14      | 15 gennaio 1995                                 | 14 agosto 2016         | Nino Frassica, Amadeus, Patrizia Rossetti, Pamela Prati, Eleonora Brigliadori, Biagio Antonacci                                                                       |
| 15      | 22 gennaio 1995                                 | 21 agosto 2016         | Emma Coriandoli, Gigi Sabani, Antonio Cabrini, Martina Colombari, Adriano Pappalardo, Luana Ravegnini, Cristiano Malgioglio, Yogi Coudoux, Los Chicos                 |
| 16      | 29 gennaio 1995                                 | 28 agosto 2016         | Iva Zanicchi, Massimo Boldi, Stefano Tacconi, Memo Remigi, Giannina Facio, Debora Caprioglio, East 17                                                                 |
| 17      | 5 febbraio 1995                                 | 4 settembre 2016       | Marina Suma, Elisabetta Ferracini, Iva Zanicchi, Corrado Tedeschi, Massimo Boldi, Jerry Calà, Fandango                                                                |
| 18      | 12 febbraio 1995                                | 11 settembre 2016      | Massimo Boldi, Iva Zanicchi, Eva Grimaldi, Anna Kanakis, Alessandro Nannini, Franco Oppini                                                                            |
| 19      | 19 febbraio 1995                                | 18 settembre 2016      | Iva Zanicchi, Massimo Boldi, Elena Sofia Ricci, Gabriella Golia, Pierre Cosso, Beppe Dossena, Ron                                                                     |
| 20      | 26 febbraio 1995                                | 25 settembre 2016      | Edwige Fenech, Donatella Di Rosa, Paola Barale, Bruno Lauzi, Marco Bellavia, Ric e Gian                                                                               |
| 21      | 5 marzo 1995                                    | 2 ottobre 2016         | Marina Perzy, Iva Zanicchi, Gabriella Labate, Ivan Cattaneo, Adriano Panatta, Toto Cutugno, Massimo Ranieri, Andrea Bocelli                                           |
| 22      | 12 marzo 1995                                   | 9 ottobre 2016         | Nicoletta Orsomando, Sabrina Salerno, Rosita Celentano, Giorgio Bracardi, Tony Binarelli, Mango, Cindy Lauper                                                         |
| 23      | 19 marzo 1995                                   | 16 ottobre 2016        | Laura Freddi, Iva Zanicchi, Maria Grazia Cucinotta, Miriana Trevisan, Fiorello, Gigi e Andrea, Fabrizio Bracconeri, Gabibbo, Lorella Cuccarini                        |
| 24      | 26 marzo 1995                                   | 23 ottobre 2016        | Maria Giovanna Elmi, Carmen Di Pietro, Silvana Giacobini, Shalpy, Sandro Paternostro, Sergio Vastano, Fiorello                                                        |
| 25      | 2 aprile 1995                                   | 30 ottobre 2016        | Gigi Sabani, Barbara Cola, Tony Dallara, Alessandro Ippolito, Wilma De Angelis, Natasha Hovey                                                                         |
| 26      | 9 aprile 1995                                   | 6 novembre 2016        | Luca Sandri, Rita Pavone, Ivana Spagna, Annalisa Manduca, Cesare Cadeo, Raoul Bova, Dario Ballantini                                                                  |
| 27      | 16 aprile 1995                                  | 13 novembre 2016       | Simona Ventura, Maurizio Mosca, Christian (cantante), Rita Forte, Stefano Nosei, Maurizio Mosca, Dora Moroni, Gianluca Grignani                                       |
| 28      | 23 aprile 1995                                  | 20 novembre 2016       | Amadeus, Luca Laurenti, Leo Gullotta, Gianni Nazzaro, Laura Freddi, Elisabetta Viviani, Sandra Milo, Simona Tagli, Iva Zanicchi, Miriana Trevisan, Gabibbo            |
| 29      | 30 aprile 1995                                  | 27 novembre 2016       | Andrea Lucchetta, Trettré, Fiordaliso, Tony Binarelli, Katia Noventa, Angela Cavagna, Marco Masini, Take That                                                         |
| 30      | 7 maggio 1995                                   | 4 dicembre 2016        | Nino D'Angelo, Claudio Bisio, Guido Nicheli, Massimo Di Cataldo, Barbara d'Urso, Sandra Mondaini, Corinne Cléry, Romina Mondello, Mummenschanz, Wet Wet Wet           |
| 31      | 14 maggio 1995                                  | Non mandata in replica | Alessia Marcuzzi, Maria Teresa Ruta, Maurizio Micheli, Mauro Di Francesco, Mario Merola                                                                               |
| 32      | 21 maggio 1995                                  | 11 dicembre 2016       | Elisabetta Gardini, Viola Valentino, Patrizia Pellegrino, Maurizio Mattioli, Fausto Leali, Carlo Pistarino, Nini Salerno, Eduardo Palomo                              |
| 33      | 28 maggio 1995                                  | 18 dicembre 2016       | Ric e Gian, Lorella Cuccarini, Paola Saluzzi, Licia Colò, Fiorella Pierobon, Laura Freddi                                                                             |
| 34      | 4 giugno 1995 (Le Antologie di Buona Domenica)  |                        | |
| 35      | 11 giugno 1995 (Le Antologie di Buona Domenica) |                        | |

## Ottava edizione (1995-1996)
Conduttori: Lorella Cuccarini
Presenze fisse: Amadeus, Claudio Lippi, Riccardo Rossi, Maurizio Ferrini, la Premiata Ditta, Marisa Merlini, Cesare Cavalli
Periodo: 1 ottobre 1995 - 26 maggio 1996
Numero di puntate: 33

## Nona edizione (1996-1997)
Conduttori: Maurizio Costanzo e Fiorello
Presenze fisse: Paola Barale, Claudio Lippi e la prima ballerina Matilde Brandi
Periodo: 29 settembre 1996 - 18 maggio 1997
Numero di puntate: 32

## Decima edizione (1997-1998)
Conduttori: Maurizio Costanzo
Presenze fisse: Paola Barale, Enrico Papi, Claudio Lippi, Luca Laurenti e Rita Pavone
Periodo: 28 settembre 1997 - 17 maggio 1998
Numero di puntate: 32

## Undicesima edizione (1998-1999)
Conduttori: Maurizio Costanzo
Presenze fisse: Paola Barale, Claudio Lippi, Massimo Lopez e Luca Laurenti
Periodo: 20 settembre 1998 - 30 maggio 1999
Numero di puntate: 35
| Puntata | Messa in onda     | Ospiti |
| ------- | ----------------- | --- |
| 1       | 20 settembre 1998 | Iva Zanicchi, Nini Salerno, Giampiero Ingrassia, Natalia Estrada, Laura Freddi, Massimo Boldi, Anna Ammiroti, Valeria Marini, Enrico Papi, Fiorello, Nek                                                                                                   |
| 2       | 27 settembre 1998 | Iva Zanicchi, Ninì Salerno, Federica Panicucci, Barbara Bouchet, Brigitte Nielsen, Maria Monsè, Emanuela Folliero, Franco Oppini, Alessia Merz, Antonio Zequila                                                                                            |
| 3       | 4 ottobre 1998    | Iva Zanicchi, Ninì Salerno, Federica Panicucci, Stefano Masciarelli, Katia Ricciarelli, Kay Rush, Lorenza Foschini, Alba Parietti, Ricky Tognazzi, Randi Ingerman                                                                                          |
| 4       | 11 ottobre 1998   | Iva Zanicchi, Ninì Salerno, Sandra Mondaini, Garrison Rochelle, Rita Forte, Leo Gullotta, Ellen Hidding, Rosanna Cancellieri, Corinne Cléry, Afef, Paolo Bonolis                                                                                           |
| 5       | 18 ottobre 1998   | Iva Zanicchi, Ninì Salerno, Federica Panicucci, Francesco Nuti, Garrison Rochelle, Jerry Calà, Pamela Prati, Walter Nudo, Sabina Ciuffini, Ramona Badescu, Stefano Accorsi, i Kataklò, Luciano Ligabue                                                     |
| 6       | 25 ottobre 1998   | Ninì Salerno, Amanda Lear, Lello Arena, Rita Forte, Maria Teresa Ruta, Licia Colò, Susanna Messaggio, Filippa Lagerbäck, Anna Pettinelli, Benedicta Boccoli, Enrico Beruschi, i California Dream Man                                                       |
| 7       | 1º novembre 1998  | Iva Zanicchi, Ninì Salerno, Federica Panicucci, Enzo Iacchetti, Amadeus, Serena Grandi, Simona Izzo, Tamara Donà, Nathalie Caldonazzo, i Kataklò |
| 8       | 8 novembre 1998   | Ninì Salerno, Rita Forte, Gabriel Garko, Paola Perego, Barbara D'Urso, Claudio Brachino, Antonio Rossi, Edwige Fenech, Melba Ruffo |
| 9       | 15 novembre 1998  | Iva Zanicchi, Federica Panicucci, Alessia Marcuzzi, Cristina Parodi, Enrica Bonaccorti, Lorenzo Crespi, Paolo Calissano, Dong Mei, Cleonice, i California Dream Man                                                                                        |
| 10      | 22 novembre 1998  | Iva Zanicchi, Anna Pettinelli, Gerry Scotti, Maria Giovanna Elmi, Martina Colombari, Samantha De Grenet, Carmen Russo, Enrico Mutti, Gianfranco D'Angelo, Brigitta Boccoli, Denny Méndez, Vanessa Incontrada, RockBallet                                   |
| 11      | 29 novembre 1998  | Iva Zanicchi, Federica Panicucci, Leo Gullotta, Simona Ventura, Laura Freddi, Paola Saluzzi, Gigi Sabani, Luana Ravegnini, Eva Robin's, i California Dream Man, Phil Collins                                                                               |
| 12      | 6 dicembre 1998   | Iva Zanicchi, Athina Cenci, Giampiero Ingrassia, Alessia Merz, Eleonora Brigliadori, Antonella Elia, Eliana Miglio, Natalia Estrada, Marisa Laurito, Gigi Proietti, Queen Esther Marrow and the Harlem Gospel Singers, i Centocelle Nightmare, Alex Britti |
| 13      | 13 dicembre 1998  | Federica Panicucci, Rita Forte, Barbara D'Urso, Alba Parietti, Gigi Sabani, Alessandro Cecchi Paone, Rebecca Ream, Premiata Ditta, Nini Salerno, i Katakló, RockBallet                                                                                     |
| 14      | 20 dicembre 1998  | Iva Zanicchi, Claudio Amendola, Rosanna Cancellieri, Anna Pettinelli, Eva Grimaldi, Natasha Stefanenko, Davide Mengacci, Rosita Celentano, Enrico Papi, Nini Salerno, Laura Pausini, i Katakló                                                             |
| 15      | 27 dicembre 1998  | Nini Salerno, Federica Panicucci, Rita Forte, Anna Ammirati, Randi Ingerman, Maria Teresa Ruta, Melba Ruffo, Massimo Dapporto, Brigitte Nielsen, Marco Balestri, Antonio Marquez                                                                           |
| 16      | 3 gennaio 1999    | Nini Salerno, Rita Forte, Premiata Ditta, Ramona Badescu, Katia Ricciarelli, Alessandro Greco, Lucrezia Lante della Rovere, Andrea Roncato, Raffaella Bergé, Antonio Casanova, Sirio                                                                       |
| 17      | 10 gennaio 1999   | Iva Zanicchi, Nini Salerno, Federica Panicucci, Alba Parietti, Gigi Sabani, Eva Grimaldi, Ezio Greggio, Mel Brooks, Michael Reale, Antonella Elia, Mandala Tayde, Barbara Chiappini, Sirio, Premiata Ditta, Antonio Casanova                               |
| 18      | 17 gennaio 1999   | |
| 19      | 24 gennaio 1999   | |
| 20      | 31 gennaio 1999   | |
| 21      | 7 febbraio 1999   | |
| 22      | 14 febbraio 1999  | |
| 23      | 21 febbraio 1999  | |
| 24      | 28 febbraio 1999  | |
| 25      | 7 marzo 1999      | |
| 26      | 14 marzo 1999     | |
| 27      | 21 marzo 1999     | |
| 28      | 28 marzo 1999     | |
| 29      | 4 aprile 1999     | |
| 30      | 11 aprile 1999    | |
| 31      | 18 aprile 1999    | |
| 32      | 25 aprile 1999    | |
| 33      | 2 maggio 1999     | |
| 34      | 9 maggio 1999     | |
| 35      | 16 maggio 1999    | |
| 36      | 23 maggio 1999    | |
| 37      | 30 maggio 199     | |

## Dodicesima edizione (1999-2000)
Conduttori: Maurizio Costanzo
Presenze fisse: Paola Barale, Claudio Lippi, Massimo Lopez e Luca Laurenti
Periodo: 19 settembre 1999 - 28 maggio 2000
Numero di puntate: 35
| Puntata | Messa in onda     | Ospiti | Ascolti        | Ascolti     | Ascolti        | Ascolti       | Note   |
| Puntata | Messa in onda     | Ospiti | Prima parte    | Prima parte | Seconda parte  | Seconda parte | Note   |
| Puntata | Messa in onda     | Ospiti | Telespettatori | Share       | Telespettatori | Share         | Note   |
| ------- | ----------------- | --- | -------------- | ----------- | -------------- | ------------- | ------ |
| 1       | 19 settembre 1999 | Paolo Calissano, Rosanna Cancellieri, Elenoire Casalegno, Alessia Merz, Maria Amelia Monti, Enrico Mutti, Federica Panicucci, Premiata Ditta, Gerry Scotti | 3 255 000      | 24,70%      | 3 653 000      | 24,55%        | [ 15 ] |
| 2       | 26 settembre 1999 | Jarabe De Palo, Samantha De Grenet, Tamara Donà, Francesca Grimaldi, Randi Ingerman, Walter Nudo, Federica Panicucci, Andrea Roncato, Flavia Vento         | 2 682 000      | 17,31%      | 3 634 000      | 24,58%        | [ 17 ] |
| 3       |                   | |                |             |                |               |        |
| 4       |                   | |                |             |                |               |        |
| 5       |                   | |                |             |                |               |        |
| 6       |                   | |                |             |                |               |        |
| 7       |                   | |                |             |                |               |        |
| 8       |                   | |                |             |                |               |        |
| 9       |                   | |                |             |                |               |        |
| 10      |                   | |                |             |                |               |        |
| 11      |                   | |                |             |                |               |        |
| 12      |                   | |                |             |                |               |        |
| 13      |                   | |                |             |                |               |        |
| 14      |                   | |                |             |                |               |        |
| 15      |                   | |                |             |                |               |        |
| 16      |                   | |                |             |                |               |        |
| 17      |                   | |                |             |                |               |        |
| 18      |                   | |                |             |                |               |        |
| 19      |                   | |                |             |                |               |        |
| 20      |                   | |                |             |                |               |        |
| 21      |                   | |                |             |                |               |        |
| 22      |                   | |                |             |                |               |        |
| 23      |                   | |                |             |                |               |        |
| 24      |                   | |                |             |                |               |        |
| 25      |                   | |                |             |                |               |        |
| 26      |                   | |                |             |                |               |        |
| 27      |                   | |                |             |                |               |        |
| 28      |                   | |                |             |                |               |        |
| 29      |                   | |                |             |                |               |        |
| 30      |                   | |                |             |                |               |        |
| 31      |                   | |                |             |                |               |        |
| 32      |                   | |                |             |                |               |        |
| 33      |                   | |                |             |                |               |        |
| 34      |                   | |                |             |                |               |        |
| 35      |                   | |                |             |                |               |        |

## Tredicesima edizione (2000-2001)
Conduttori: Maurizio Costanzo
Presenze fisse: Paola Barale, Claudio Lippi, Rita Pavone, Luca Laurenti, Gipsy Fint, Enrica Bonaccorti e Rita Forte
Periodo: 24 settembre 2000 - 27 maggio 2001
Numero di puntate: 31

## Quattordicesima edizione (2001-2002)
Conduttori: Maurizio Costanzo
Presenze fisse: Claudio Lippi, Laura Freddi, Luca Laurenti, Rita Forte, Gipsy Fint, Orietta Berti, Enrica Bonaccorti, Rossella Brescia e Tina Cipollari
Periodo: 23 settembre 2001 - 12 maggio 2002
Numero di puntate: 35

## Quindicesima edizione (2002-2003)
Conduttori: Maurizio Costanzo
Presenze fisse: Luca Laurenti, Orietta Berti, Pino Insegno, Gipsy Fint, Enrica Bonaccorti e Laura Freddi
Periodo: 22 settembre 2002 - 25 maggio 2003
Numero di puntate: 34

## Sedicesima edizione (2003-2004)
Conduttori: Maurizio Costanzo
Presenze fisse: Luca Laurenti, Orietta Berti, Laura Freddi, Ela Weber, Alessandro Greco, Sandro Mayer, Silvana Giacobini, Enrica Bonaccorti, Platinette, Emanuela Aureli, Gipsy Fint, Tina Cipollari, Marco Rossi e Biagio Izzo
Periodo: 21 settembre 2003 - 30 maggio 2004
Numero di puntate: 34

## Diciassettesima edizione (2004-2005)
Conduttori: Maurizio Costanzo
Presenze fisse: Claudio Lippi, Orietta Berti, Luca Laurenti, Laura Freddi, Sandro Mayer, Silvana Giacobini, Emanuela Aureli, Antonella Elia, Gipsy Fint, Fanny Cadeo, Platinette e Roberta Capua
Periodo: 19 settembre 2004 - 29 maggio 2005
Numero di puntate: 35

## Diciottesima edizione (2005-2006)
Conduttori: Maurizio Costanzo
Presenze fisse: Claudio Lippi, Orietta Berti, Luca Laurenti, Platinette, Sandro Mayer, Silvana Giacobini, Emanuela Aureli, Paola Barale, Roberta Capua, Debora Caprioglio e Loredana Lecciso
Periodo: 11 settembre 2005 - 28 maggio 2006
Numero di puntate: 36

## Diciannovesima edizione (2006-2007)
Conduttori: Paola Perego
Presenze fisse: Iva Zanicchi, Claudio Lippi, Stefano Bettarini, Cesare Lanza, Gianni Mazza, Sara Varone, Elisabetta Gregoraci, Giada Di Miceli, Carmen Russo e Maurizio Battista
Periodo: 24 settembre 2006 - 13 maggio 2007
Numero di puntate: 31

## Ventesima edizione (2007-2008)
Conduttori: Paola Perego
Presenze fisse: Iva Zanicchi, Stefano Bettarini, Elisabetta Gregoraci, Sara Varone, Rosaria Cannavò, Gabriele Petronio, Cesare Lanza, Carmen Russo, Gianni Mazza e Beppe Braida
Periodo: 30 settembre 2007 - 25 maggio 2008
Numero di puntate: 32
| Puntata | Messa in onda     | Ospiti |
| ------- | ----------------- | --- |
| 1       | 30 settembre 2007 | Carla Fracci |
| 2       | 7 ottobre 2007    | |
| 3       | 14 ottobre 2007   | |
| 4       | 21 ottobre 2007   | |
| 5       | 28 ottobre 2007   | |
| 6       | 4 novembre 2007   | |
| 7       | 11 novembre 2007  | |
| 8       | 18 novembre 2007  | |
| 9       | 25 novembre 2007  | |
| 10      | 2 dicembre 2007   | |
| 11      | 9 dicembre 2007   | |
| 12      | 16 dicembre 2007  | |
| 13      | 23 dicembre 2007  | |
| 14      | 30 dicembre 2007  | |
| 15      | 6 gennaio 2008    | |
| 16      | 13 gennaio 2008   | Lorella Cuccarini |
| 17      | 20 gennaio 2008   | |
| 18      | 27 gennaio 2008   | |
| 19      | 3 febbraio 2008   | |
| 20      | 10 febbraio 2008  | |
| 21      | 17 febbraio 2008  | |
| 22      | 24 febbraio 2008  | |
| 23      | 2 marzo 2008      | |
| 24      | 9 marzo 2008      | |
| 25      | 16 marzo 2008     | |
| 26      | 23 marzo 2008     | |
| 27      | 30 marzo 2008     | |
| 28      | 6 aprile 2008     | |
| 29      | 13 aprile 2008    | |
| 30      | 20 aprile 2008    | Lory Del Santo, Giuseppe Di Piazza, Massimo Boldi, Barbara De Rossi, Daniele Interrante, Raffaello Tonon, Riccardo Signoretti, Massimo Maffei                                                                                            |
| 31      | 27 aprile 2008    | Claudia Pandolfi, Giorgio Tirabassi, Federico Costantini, Alessandro Sperduti, Vittorio Emanuele Propizio, Raffaello Tonon, Daniele Interrante, Pasquale Laricchia, Massimo Maffei, Riccardo Signoretti, Barbara Bouchet, Anna Safroncik |
| 32      | 4 maggio 2008     | |
|         | 11 maggio 2008    | |
|         | 18 maggio 2008    | |
|         | 25 maggio 2008    | |